# 艾倫角
艾倫角（英語：Allen Point），是南極洲的海岬，位於南喬治亞群島，處於蒙塔古島東南部，在1775年由詹姆斯·庫克率領的英國探險隊發現，現時由英國海外領土管轄。